# 고토 게이타 (축구 선수)
고토 게이타(일본어: 後藤 圭太, 1986년 9월 8일 ~ )는 일본의 전 축구 선수이다.

## 구단 경력
그는 2005년부터 201년까지 J리그의 가시마 앤틀러스, 파지아노 오카야마, 마쓰모토 야마가 FC, SC 사가미하라에서 활동하였다.